# Silver Lake (Minnesota)
Silver Lake és una població dels Estats Units a l'estat de Minnesota. Segons el cens del 2000 tenia 761 habitants.

## Demografia
Segons el cens del 2000, Silver Lake tenia 761 habitants, 330 habitatges, i 207 famílies. La densitat de població era de 839,5 habitants per km².
Dels 330 habitatges en un 30,3% hi vivien nens de menys de 18 anys, en un 51,5% hi vivien parelles casades, en un 7,3% dones solteres, i en un 37% no eren unitats familiars. En el 32,7% dels habitatges hi vivien persones soles el 20,6% de les quals corresponia a persones de 65 anys o més que vivien soles. El nombre mitjà de persones vivint en cada habitatge era de 2,31 i el nombre mitjà de persones que vivien en cada família era de 2,92.
Per edats la població es repartia de la següent manera: un 25% tenia menys de 18 anys, un 7,4% entre 18 i 24, un 30,4% entre 25 i 44, un 20,1% de 45 a 60 i un 17,2% 65 anys o més.
L'edat mediana era de 35 anys. Per cada 100 dones de 18 o més anys hi havia 96,9 homes.
La renda mediana per habitatge era de 36.833 $ i la renda mediana per família de 47.917 $. Els homes tenien una renda mediana de 35.000 $ mentre que les dones 25.060 $. La renda per capita de la població era de 18.126 $. Entorn del 3,7% de les famílies i el 7,3% de la població estaven per davall del llindar de pobresa.

## Poblacions més properes
El següent diagrama mostra les poblacions més properes.